# الإبراز اللغوي
الإبراز اللغوي هو مفهوم في الدراسات الأدبية يتعلق بجعل نطق لغوي (كلمة، فقرة، عبارة، صوت، إلخ) يبرز من السياق اللغوي المحيط، من تقاليد أدبية معينة أو من معرفة عالمية أكثر عمومية. وهو "إضفاء الارتياح" للعلامة اللغوية على خلفية قواعد اللغة الطبيعية ". هناك نوعان رئيسيان من الإبراز اللغوي: التماثل والانحراف. يُوصف التماثل بأنه انتظام غير متوقع، بينما يمكن اعتبار الانحراف بأنه تغير غير متوقع. وكما يشير تعريف الإبراز اللغوي، فهذه مفاهيم نسبية. يمكن أن يكون انتظام أو تغير غير متوقع فقط في سياق معين. يمكن أن يكون هذا السياق ضيقاً نسبياً، مثل المحيط النصي المباشر (ويشار إليه باسم "القاعدة الثانوية" ) أو أوسع مثل النوع الأدبي بأكمله (والذي يشار إليه باسم "القاعدة الأساسية" ). يمكن أن تحدث المقدمة على جميع مستويات اللغة  (علم الصوتيات، وعلم الخط، والصرف، والمفردات ، النحو، والدلالات ، والبراغماتية). يتم استخدامه بشكل عام لتسليط الضوء على أجزاء مهمة من النص، للمساعدة في التذكر و / أو دعوة التفسير.

## الأصل
نشأ المصطلح باللغة الإنجليزية من خلال ترجمة بول غارفين للمصطلح باللغة التشيكية "aktualisace" (والذي يعني حرفياً «التحديث»)، استعارةً لمصطلحات جان موكاجوفسكي منحلقة براغ في الثلاثينيات. كان عمل البنيويين في براغ استمراراً في حد ذاته للأفكار التي ولدها الشكلانيون الروس، ولا سيما مفهومهم عن التجرد (إزالة "ostranenie"). أثبتت مقالة بعنوان «الفن كتقنية» (الفن كأداة، بالروسية "Iskusstvo kak priem") عام 1917، بقلم فيكتور شكلوفسكي ، أنها مؤثرة للغاية في إرساء أسس نظرية أنثروبولوجية للأدب. لنقتبس من مقالته: «والفن موجود بحيث يمكن للمرء أن يستعيد الإحساس بالحياة؛ إنه موجود ليجعل المرء يشعر بالأشياء، ولجعل الصخر صخريًا. الغرض من الفن هو نقل الإحساس بالأشياء كما يُنظر لها وليس كما هي معروفة. تتمثل تقنية الفن في جعل الأشياء» غير مألوفة«، لجعل الأشكال صعبة، وزيادة صعوبة الإدراك ومدته لأن عملية الإدراك هي غاية جمالية في حد ذاتها ويجب إطالة أمدها». استغرق الأمر عدة عقود قبل اكتشاف عمل الشكلين الروس في الغرب، ولكن في عام 1960، أسس بعض المصممين البريطانيين، ولا سيما جيفري ليش وروجر فاولر فكرة «الإبراز اللغوي» في التحليل الموجه لغوياً للأدب. سرعان ما بحثت مجموعة كبيرة من الدراسات في سمات الإبراز اللغوي في العديد من النصوص، مما يدل على وجودها في كل مكان في مجموعة كبيرة ومتنوعة من التقاليد الأدبية. تم النظر إلى هذه التحليلات كدليل على وجود سجل أدبي خاص، والذي سُمي أيضاً بعد الشكليين الروس «الأدبية».

## الأدلة الداعمة لنظرية الإبراز اللغوي
بدأت محاولة دعم نظرية الإبراز اللغوي استناداً إلى استجابات القراء الحقيقية مع ويلي فان بير عام 1986،  ومنذ ذلك الحين أثبتت العديد من الدراسات صحة تنبؤات هذه النظرية. في عام 1994، طلب ميال وكويكنمن المشاركين قراءة ثلاث قصص قصيرة جملة تلو الأخرى، ورتبوا كل جملة من حيث تأثيرها ولفتها للانتباه. وقد تم العثور على الجمل التي تحوي المزيد من أدوات الإبراز ليتم الحكم عليها من قبل القراء على أنها أكثر لفتاً للانتباه وأكثر عاطفية، كما أنها تستدعي أوقات قراءة أبطأ. وكانت هذه النتائج مستقلة عن تجربة القارئ السابقة في قراءة الأدب، لكن التجارب الأخرى وجدت ارتباط تأثيرات الإبراز اللغوي بالتجربة. وتشير بعض الأدلة إلى وجود فرق بين القراء المتمرسين والقراء عديمي الخبرة في القراءة الثانية لنص أدبي غني بأدوات الإبراز اللغوي: فبالنسبة للقراء المتمرسين، هناك تحسن في التقييم بين القراءتين الأولى والثانية. وفي عام 1993 تم اكتشاف هذا التأثير بواسطة ديكسون وبورتولوسي وتويلي وليونج  لقصة إيما زونز لكاتبها خورخي لويس بورخيس، وقد تم اكتشافه لاحقاً بواسطة هاكيمولدر وزملاؤه من أجل نصوص أخرى أيضاً.  ومع ذلك فإن محاولات التكرار الأخيرة التي قام بها كويجبرز وهاكيمولدر  لم تلقى نفس النتائج. فقد وجد أن السبب الرئيسي لتحسين التقييم بين القراءات هو فهم أفضل للقصة. يشير خط بحث آخر إلى أن التجربة تؤثر على ميل القارئ إلى الانخراط في الإبراز اللغوي. في تجربة تجمع بين القراءة الفاحصة والتفكير الإستعادي للأحداث، وجدت المقابلات التي أجراها هرش  أنه عندما يواجه القراء عديمي الخبرة جهازاً أسلوبياً صعباً، يكونون أكثر عرضة لاستخدام المعالجة السطحية وليس لبدء عملية تمهيدية، وأن القراء ذوي الخبرة لديهم ميل أعلى لبدء عملية تمهيدية وإنهائها بنجاح. يبدو أن الإبراز اللغوي يلعب دوراً ما في زيادة الفهم التعاطفي للأشخاص في مواقف مماثلة مثل الشخصيات في القصة التي قرأوها. قدم كوبمان  الموضوعات لقراءة نسخة واحدة من 3 نسخ من مقتطفات من رواية أدبية عن فقدان طفل، النسخة الأصلية، ونسخة تم التلاعب بها «بدون صور» ونسخة «بدون إبراز لغوي». أظهرت النتائج أن القراء الذين قرأوا النسخة «الأصلية» أظهروا قدراً أكبر من التعاطف مع الأشخاص الذين يشعرون بالحزن من أولئك الذين قرأوا النسخة «دون إبراز لغوي».

## مثال
قد يتم إبراز السطر الأخير من قصيدة ذات مقياس ثابت عن طريق تغيير عدد المقاطع التي تحتويها. سيكون هذا مثالًا على الانحراف عن قاعدة ثانوية. في القصيدة التالية لـ إدوارد إستالين كامينجز،  هناك نوعان من الانحراف:
ترنح حياة النور
مرة واحدة في العالم بسرعة من المرتفعات
الجيش التدريجي من الذهاب والعودة غير المألوفة
على تصلب الهواء الأخضر وذهاب الأشباح
الأيادي المنجرفة الزلقة طوف عذب رقيق وجوه مغردة
فقط قف معي أيها الحب! ضد هؤلاء
حتى تكون وحتى أحلم. . .
تنحرف معظم القصيدة في البداية عن اللغة «الطبيعية» (انحرافاً أساسياً). بالإضافة إلى أن هناك انحرافاً ثانوياً يتمثل في أن الخط قبل الأخير يختلف بشكل غير متوقع عن باقي القصيدة. غالبًا ما تُظهر القصائد التقليدية والإعلانات والشعارات التماثل في شكل التكرار والقافية، ولكن يمكن أن يحدث التماثل أيضًا في النصوص الأطول. غالبًا ما تُبنى النكات مثلاً على مزيج من التماثل والانحراف. وغالبًا أيضاً ما تتكون من ثلاثة أجزاء أو أحرف. الأولان متشابهان للغاية (تماثل) والثالث يبدأ بالتشابه، لكن توقعاتنا تفشل عندما يتبين أنها مختلفة في النهاية (الانحراف).